# Nathalie Lind
Bertha Frederikke Nathalie Lind, född 1 oktober 1918 i Köpenhamn, död 14 januari 1999 i Frederiksberg, var en dansk advokat, politiker och minister (Venstre).
Lind var en framträdande kvinna i dansk politik och länge ett av partiet Venstres säkraste kort. Hon hade en lång karriär innanför Christiansborgs dörrar. Hon har innehaft flera betydande ministerposter i tre olika regeringar, däribland justitieministerposten. Tillsammans med sin partikollega Helga Pedersen var hon den första kvinnan från ett borgerligt parti som tilldelades ministerposter, och hade innan dess ett långt förflutet inom Dansk Kvindesamfund och arbetet med kvinnofrågor.
Nathalie Lind avled 11 januari 1999, vid 80 års ålder. Hon är begravd på Frederiksberg ældre kirkegård.

## Uppväxt & tidig karriär
Nathalie Lind var dotter till fiskhandlaren Aage Lind och bokhållaren Ane Johanne Björndahl. Hon växte upp i den lilla staden Hillerød utanför Köpenhamn. Fadern ägde en affär och drev en egen fiskförsäljning. Han dog när Nathalie Lind var två år gammal och butiken övertogs av modern, som drev den fram till sin död 1942. Nathalie Lind sågs som den självklara efterträdaren till sina föräldrars arbete och övertog ansvaret för butiken. Hon kom att driva den tillsammans med en förvaltare fram till 1954.
Dessförinnan hade Nathalie Lind tagit studenten från Frederiksborgs Statsskole 1936; hon hade uppmanats av modern, som själv hade en kortare handelsutbildning, att vidareutbilda sig för att kunna stå på egna ben och bli ekonomiskt oberoende. Nathalie Lind bestämde sig för att genomgå en universitetsutbildning och valde att studera juridik. Hon tog en cand.jur.examen 1943 från Köpenhamns universitet och bestämde sig för att söka anställning i det danska Handelsministeriet. Hon blev dock ombedd att ta tillbaka sin ansökan och tog istället en anställning som sekreterare vid Mödrahjälpen. Hon kom att gifta sig med sin studiekamrat från universitetet, Erik Tfelt-Hansen, en estniskfödd advokat.
Erik Tfelt-Hansen var son till ingenjören Theodor Hansen, som under andra världskriget var direktör för en cementfabrik (F.L. Smidth & Co) i Kunda, Estland. Estland var vid denna tidpunkt (1941–1944) ockuperat av Nazi-Tyskland och eftersom cementfabriken var bland de få av sitt slag i Baltikum, levererade man cement till den tyska ockupationsmakten. Fabriken var således en viktig del av den tyska krigsekonomin och man använde sig av arbetskraft från ett närliggande koncentrationsläger för att arbeta i de närbelägna kalkbrotts- och oljeskiffergruvorna. Nathalie Lind besökte sin svärfar i Kunda i början av kriget och återkom till staden under 1990-talet. Hon förnekade senare sitt första besök och att hon skulle ha känt till att man använde sig av tvångsarbetskraft från koncentrationsläger.
Under åren efter andra världskriget kom Lind och hennes make att dela både titel och arbetsplats, nämligen som polisfullmäktige i Aalborg. Nathalie Lind valde dock att bli advokat och blev det 1948; hon kom året därefter att arbeta som hovrättsadvokat i Aalborg och även som medhjälpare till statsadvokaten. Under de närmast följande åren blev hon ordförande för Danske Kvinders Beredskab (1952-1955) och ledamot av Civilforsvarsforbundets landsstyrelse (1952–1954). Efter att ha flyttat till Virum utanför Köpenhamn 1955, öppnade hon sin egen advokatfirma. Samma år blev hon chefsinstruktör i Civilforsvarskorpset i Köpenhamn.
Hennes man, Erik Tfelt-Hansen, drabbades tidigt av sjukdom och dog 1962, endast 42 år gammal. Tillsammans med honom fick hon två söner, Peer Carsten (1945) och Jan (1947). Hon gifte om sig 1968 med direktören Erik Langsted.

## Politiskt engagemang
Under åren som studerande på universitetet blev Nathalie Lind medlem i huvudstyrelsen för Juridisk Diskussionsklub. Vid sidan om juridiken kom hon även att engagera sig för en annan hjärtefråga, kvinnopolitiken. Hon blev därmed ordförande för Kvindernes Diskussionsklubs avdelning i Aalborg, en tillitspost som hon innehade åren 1947–1955. Efter flytten till Virum 1955 fortsatte engagemanget för kvinnofrågor, nu som ordförande för Venstres Kvinders avdelning i Lyngby 1957–1961 samt därefter ordförande för Dansk Kvindesamfunds avdelning i Köpenhamn 1959–1962. Fyra år senare avancerade hon inom den sistnämnda organisationen till att bli ordförande för organisationen i hela Danmark, ett ämbete som hon behöll fram till 1968. Som ordförande för hela organisationen drev hon ett antal frågor, däribland avskaffandet av mannen som kvinnans försörjare, sambeskattningen samt en mer liberal abortpolitik. Målet för både organisationen och Nathalie Lind var ett reellt likställande mellan män och kvinnor i Danmark. Därmed kom hon också att driva frågan om kvinnors representation inom politiken.
Vid sidan om engagemanget inom Dansk Kvindesamfund var Nathalie Lind också engagerad inom Venstre. Hon hade ställt upp som kandidat till Folketinget sedan 1957. I den danska pressen beskrev man henne dock som "hon som fick rösterna, men inte mandatet". Hon skulle dock lyckas med att bli invald 1964, men åkte ut igen 1966 efter valet om källskatt. Hon bytte härmed valkrets, från Fredensborgkredsen till Vardekredsen i Ribe amt, i vilken hon i den senare efterträdde den tidigare statsministern Erik Eriksen som dess kandidat. Hon blev därmed säkrad en plats i folketinget i de kommande valen, en plats som kom att ha fram till 1981. Efter exempelvis hennes första val för kretsen 1968 fick Venstre 8060 röster, varav Lind fick 6631 av dessa.
Lind var under en tid medlem av kvinnokommissionen (4 februari 1965 – 5 juli 1968), som hade som uppdrag att utreda kvinnans ställning i samhället ur flera perspektiv. Hon ingick i det utskott som hade kvinnors sociala förhållanden som sin uppgift. Hon var dessutom medlem av Venstres huvudstyrelse och medlem av Radiorådet under en kort period (1967–1968).

## Socialminister i Hilmar Baunsgaards regering
Efter att år 1968 ha varit ordförande för Dansk Kvindesamfund i två år, lämnade hon denna post. Hon hade nu utsetts till landets nya socialminister i den nybildade borgerliga koalitionsregeringen mellan Radikale Venstre, Venstre och Konservative Folkeparti. Här kom Nathalie Lind att genomföra ett antal reformer, däribland lagen om Socialstyrelsen som samlade administrationen av omsorgen för barn och unga, omsorgen för sinnessjuka och rehabilitering. Hon genomförde även lagarna om Den Sociale Ankestyrelse (Den Sociala Klagostyrelsen) och den offentliga sjukförsäkringen. Hon anammade även ett lagförslag om omsorg av invalida och folkpensionärer som framlades av den föregående regeringen. Det innebar att kommunerna skulle förse dessa med hemhjälp och nödvändiga hjälpmedel utifrån en prövning av pensionärernas behov. Pensionärerna fick dessutom lov att stanna kvar i sina hem så länge som de önskade det. Dessutom var det Lind som genom lagstiftning upprättade Den Sociale Pensionsfond (DSP) 1970, som innefattade ett folkpensionsbidrag.
Dock fanns det också inslag av kontroversiella reformer under Linds mandatperiod. Ett av dem var höjningen av föräldrarnas betalning för förskole- och dagisverksamhet 1971. Detta ledde till demonstrationer och protester som kan ha bidragit till att regeringen förlorade valet i oktober samma år. Dock hann Nathalie Lind att lägga fram ett förslag till en för den borgerliga regeringen kontroversiell reform som innebar en a-kassaersättning som byggde på principen om social likhet mellan människor. Den genomfördes dock inte i praktiken förrän den efterträdande socialdemokratiska regeringen hade fått makten. I ett debattinlägg i Venstres partitidning, Liberal, konstaterade Lind att samhället hade bättre ekonomiska möjligheter än tidigare att ge socialt utsatta bättre materiella förhållanden (1971). Hon varnade dock för en "otillfredsställande" passiv försörjning och för att människor kunde mista kontakten med "samhällslivet".
Bland övriga sociala reformer under Linds ministerperiod kan nämnas höjt barnbidrag (1969). Dessutom tillkom andra reformer i samarbete med dåvarande arbetsministern Lauge Dahlgaard, bl.a. en höjning av taket gällande den maximala a-kassaersättningen (1970) och aktivering av arbetslösa på arbetsmarknaden (1970 och 1971).

## Justitieminister och kulturminister i Poul Hartlings regering
1973 bildades en regering under Poul Hartling som bestod enbart av ministrar från partiet Venstre. Vid tidpunkten för regeringsbildandet hade Nathalie Lind under en kort period arbetat som chef vid Den Sociale Ankestyrelse samt som vice ordförande i folketinget 1973. Dock bereddes en plats åt henne i den nya regeringen, och hon utsågs till att bli både justitieminister och kulturminister. Även med sina nya ministerposter skulle Nathalie Lind komma att skapa debatt. I egenskap av justitieminister genomförde hon på grund av den då rådande oljekrisen fartbegränsning för bensindrivna fordon för att spara bensin. Hon genomförde också lagen om plikten att använda säkerhetsbälte. Båda förslagen orsakade debatt som innehöll påståenden om angrepp på den personliga friheten.
Som kulturminister utmärkte hon sig i enskilda händelser, som när hon vägrade att ge stöd till Jens Jørgen Thorsens film om Jesus eller Kay Abrahamsens operetteturnéer. I den förstnämndes fall hotade hon med att revidera filmlagen om Filminstituttets styrelse kom med nya förslag om att stötta Thorsens film. Hon kom dock att vara mer vänligt inställd till upprättandet av Danmarks första lokala TV-sändningar, som sände 1 december 1974 från Varde på Jylland med hennes tillåtelse. Som kulturminister har Lind beskrivits som ett "mappedyr", vilket är slang för en ambitiös yrkesman- eller kvinna.
Danmarks statsministerium tillsatte i början av 1975 en koordinationsgrupp för kvinnoårsaktiviteter med fokus på kvinnofrågor och jämställdhet, och man utsåg Nathalie Lind till dess ledare. Detta gjordes i samband med att FN:s aktiviteter för kvinnofrågor ägde rum detta år. Lind blev dock tvungen att lämna ifrån sig ledarskapet till socialdemokraten Eva Gredal i och med regeringsskiftet i februari 1975. Istället blev Lind samma år utsedd till vice president för det Nordiska rådet och innehade den posten fram till 1978.

## Justitieminister i Anker Jørgensens tredje regering
1978 bildades en i Danmark historisk koalitionsregering mellan de två största konkurrerande partierna; Socialdemokraterne och Venstre. På så vis skaffade de sig en egen majoritet i folketinget, som under 1960- och 70-talen hade många småpartier med mandat som gjorde det svårt att bilda majoritet för att få igenom reformer. I denna kortlivade regering, som innehade makten fram till 1979, utsågs Nathalie Lind än en gång till justitieminister. Hon hade sedan året innan varit vice ordförande för Venstres parlamentariska grupp, men lämnade den posten i samband med ministerutnämningen. I egenskap av justitieminister var det hon som undertecknade EG:s Convention of 27 September 1968 on Jurisdiction and the Enforcement of Judgments in Civil and Commercial Matters i Luxemburg 9 oktober 1978, tillsammans med företrädare för Storbritannien och Irland.
Under Linds ministerperiod genomfördes bl.a. en lagändring som gjorde polisen ansvarig att informera misstänkta lagöverträdare om rätten att begära hjälp från en advokat, rätten att inte behöva uttala sig, samt möjligheten att genomgå förhör utan hjälp av advokat (1978). Hon genomförde även en lagändring som gav frikända åtalade rätt till kompensation från den rättsinstans som deras ärenden har behandlats inom (1978), samt anordnandet av rätt till ersättning för interner inom kriminalvården som ådragit sig skador (1978).
Under denna korta ämbetsperiod uppdagades även en spionaffär 1979, involverande en politisk spion från Östtyskland. Polismästaren H. Lemming och hans underställda vid polisen på Frederiksberg hade förbjudit hovrättsadvokaten vid Östtysklands ambassad (da: landsretssagfører), Chr. Vilh. Hagens, att försvara den utpekade spionen i rätten. I egenskap av justitieminister blev Nathalie Lind ombedd att gripa in mot polismästaren, som anklagades för ämbetsmissbruk, och därefter ge en förklaring på rättens avvisande av Chr. Vilh. Hagens som försvarare för den spionmisstänkta östtysken. Kraven kom från folketingsmedlemmen Tove Jørgensen från Danmarks Kommunistiske Parti (DKP). Under samma period blev Lind även inblandad i debatten om utländska medborgares rättssäkerhet i Danmark. I en debatt i folketinget 1979 berörde hon de två rättsinstanserna som utlänningar, hotade av utvisning, kunde vända sig till för att överklaga, Tilsynet med Udlændinge och Justitieministeriet. I vanliga fall är rättsinstanser och dess domar oberoende av varandra, men Lind konstaterade hur dessa två rättsinstanser samarbetade med varandra i svårare fall och att utlänningars rättssäkerhet därmed var sämre än de danska medborgarnas rättssäkerhet.
I september 1979 ansökte Lind om ledighet på grund av sjukdom, vilket hon fick beviljat. Hon förklarade det med att hon behövde avlastning från det som hon upplevde som en hård arbetspress inom sina förtroendeuppdrag. En månad efter att Lind fick sin ansökan om ledighet beviljad bröts koalitionen mellan Socialdemokraterne och Venstre, vilket gjorde att hon inte kunde återvända som minister. Hennes ersättare under denna korta period var Venstres vice ordförande, den dåvarande inrikesministern Knud Enggaard.

## 1979 och framåt
I ett debattinlägg i Berlingske Tidende 1979, kritiserade Nathalie Lind en rad kvinnosaksgrupper, däribland Dansk Kvindesamfund, för civil olydnad och självtäkt i samband med att de hade ockuperat ett hus vid H.C. Andersens Boulevard i Köpenhamn. Huset hade blivit sålt till ett företag som ämnade att bygga en kontorsfastighet där, medan kvinnorörelserna ämnade att bygga ett kvinnocenter på fastigheten.
Tillsammans med ett antal andra politiker från Venstre, lade Nathalie Lind 1980 fram ett förslag i folketinget om ett avskaffande av statsamterna, den statliga administrationen på den regionala nivån. Detta förslag fick dock inget positivt gensvar bland de övriga politikerna. Hon hade tidigare föreslagit att ämbetet som amtman för Köpenhamns amt överfördes direkt till inrikesministern, samt att ämbetet som amtman för övrigt helt avskaffades, dock utan att lyckas få igenom det. Debatten om amternas och amtmännens framtid och uppgifter hade vid denna tidpunkt pågått i flera år.
Utöver nämnda ministerämbeten har Nathalie Lind även varit chef för Den Sociale Ankestyrelse mellan 1982 och 1988. Hon har även varit vice ordförande i folketinget för Venstre 1977–1978 och ordförande för det nordiska rådets juridiska utskott samt medlem av radiorådet 1978–1979. Hon blev dessutom kommandör av Dannebrogsorden 1969, samt kommandör av 1:a graden 1975.
Nathalie Linds liv, karriär och tid som politiker och minister skildras i självbiografin Derfra min verden går.

## Lind i populärkulturen
Den berömda danska skådespelaren Jørgen Buckhøj, som bland annat innehade rollen som Mads Skjern i TV-serien Matador, uppträdde 1974 i Mols-revyn i Femmøller som kulturminister Nathalie Lind.

## Utmärkelser
- Kommendör av Dannebrogorden,  1969[33]
- Kommendör av första graden av Dannebrogorden,  1975[33]

[Redigera Wikidata]